# Teoria Sobre um Planeta Estranho
Teoria Sobre um Planeta Estranho é um curta-metragem brasileiro de 2018, escrito e dirigido por Marco Antônio Pereira. Ambientado no sertão de Minas Gerais, o filme é o terceiro de uma série de cinco curtas realizados por Marco Antônio Pereira na cidade de Cordisburgo. O filme teve sua estreia mundial na competição de curta-metragens do El Gouna Film Festival, no Egito. Posteriormente, o filme foi exibido e premiado em diversos festivais de cinema do Brasil e do exterior, como o Festival de Gramado, onde ganhou dois Kikitos, Festival Guarnicê de Cinema, Curta Cinema, Festival de Cinema de Vitória, Festival du Nouveau Cinéma Montreal e outros. A antologia de curtas realizados por Marco em Cordisburgo segue com os títulos A Retirada Para Um Coração Bruto, Alma Bandida e 4 Bilhões de Infinitos.[carece de fontes?]

## Enredo
Uma jovem com deficiência auditiva está apaixonada pelo frentista do posto de gasolina de Cordisburgo. Os familiares da moça não querem que ela se case, mas somente o homem que a ama consegue acessar o mundo ao qual ela pertence. Um incidente curioso mostra o quanto são especiais os pequenos momentos do cotidiano.